# Gubeikou
Gubeikou (chinesisch 古北口, Pinyin Gǔběikǒu – „Alter Nördlicher Pass“) ist eine wichtige Passfestung der Chinesischen Mauer aus der Ming-Dynastie. Sie liegt im Südosten des gleichnamigen Großgemeinde (China) am Ostufer des Flusses Chao He am Fuß des Yan-Gebirge im Nordosten des Kreises Miyun. 135 km von Peking entfernt, war sie eine wichtige Durchgangsstation von Peking nach Norden. In ihrer Bedeutung ist sie mit Shanhaiguan und Juyongguan vergleichbar.

## Geschichte
Erste Bautätigkeiten an einer Mauer bei Gubeikou gehen auf die Zeit der Streitenden Reiche (475 bis 221 v. Chr.) zurück. Mitte des 6. Jahrhunderts wurde unter den Nördlichen Qi eine Mauer von Juyongguan über Gubeikou bis Shanhaiguan gebaut. Sie wurde während der Jin-Dynastie durch den Bau einer Festung mit dem Namen „Eisernes Tor“ (铁门,  tiěmén) erweitert. Die Han-Dynastie nutzte die Festung zur Stationierung von Truppen zum Schutz gegen die Xiongnu. Der Ming-Kaiser Zhu Yuanzhang ließ die heutige Festungsstadt 1378 unter der Leitung des Generals Xu Da gleichzeitig mit den Passfestungen Juyongguan und Xifengkou errichten und besetzte sie mit einer kaiserlichen Wachtruppe. Unter Qi Jiguang wurden im 16. Jahrhundert die Mauern verstärkt und eine starke Truppe stationiert.

## Strategische Bedeutung
Die strategische Position von Gubeikou war durch seine Lage vor dem sehr engen und nur zu Fuß passierbaren Durchgang der Passstraße von Peking nach Chengde durch das Yan-Gebirge bedingt. Der Chao He durchbricht hier die Berge und fließt westlich des Passes am Fuß des Berges Wohu Shan durch Gubeikou. Im Osten der Festung begrenzt der Berg Panlong Shan die Ebene.
Zahlreiche Schlachten wurden hier ausgefochten, vor allem nach dem 12. Jahrhundert, so zum Beispiel 1122 (Überfall der Song durch die Jin) und 1550 (Mongoleneinfall). Unter den Qing kam es zu einem allgemeinen Bedeutungsverlust der Mauer, und auch Gubeikou verlor seine herausragende strategische Stellung. Erst in den 1930er Jahren kam es wieder zu Kämpfen bei Gubeikou, als die Japaner einen Angriff der chinesischen Stellungen in Gubeikou durchführten und es nach verlustreichen Kämpfen eroberten. Heute noch sind in manchen Abschnitten zahlreiche Einschlaglöcher von Kugeln zu sehen.

## Bauweise
Im Gegensatz zu Shanhaiguan und Juyongguan liegt Gubeikou in einer Ebene, die Mauern wurden deshalb besonders fest gebaut und streng bewacht. Beispiele für diese Art der Mauer sind die Mauerabschnitte von Jinshanling im Westen und Simatai im Osten, die unter dem Kommando von Gubeikou standen. Die Festungsanlage hatte einen Umfang von etwa 2500 Metern mit bis zu 10 Meter hoher Mauer und besaß zahlreiche Wach- und Alarmfeuertürme.
Der von Gubeikou aus verwaltete Mauerabschnitt ist mehr als 20 km lang und besteht aus vier Abschnitten: Wohushan, Panlongshan, Jinshanling und Simatai. Besonders der Jinshanling-Abschnitt – sein Spitzname ist „Zweites Badaling“ – bietet zahlreiche gut erhaltene Beispiele für charakteristische Mauer-Architektur. Er weist 143 Wach- und Signaltürme auf, die im Mittel etwa 150 m auseinander liegen. Die kleinste Entfernung zwischen zwei Wachtürmen beträgt 30 m. Jeder Wachturm hat zwei Stockwerke und mehrere Tür- und Fensteröffnungen. Die Größe der Türme ist unterschiedlich, der größte kann bis zu 100 Soldaten aufnehmen, der kleinste eine Mannschaft von zehn. Von den Wachtürmen bietet sich ein guter Ausblick auf die Umgebung.

## Heutiger Zustand
Heute sind von den Anlagen der Festung nur noch Ruinen erhalten. Auch die „Schwestertürme“ existieren nicht mehr. Das Paar von zu beiden Seiten der Mauer stehenden Wachtürmen waren ein einzigartiges architektonisches Merkmal. Auf Fotos von 1948 sind sie noch zu sehen. Recherchen des britischen Fotografen William Lindesay ergaben, dass die Türme im Zweiten Japanisch-Chinesischen Krieg bombardiert wurden. Die Volksbefreiungsarmee verwendete Steine der Türme für den Eisenbahnbau. Der Rest wurde von den Bewohnern des nahe gelegenen Dorfes genutzt.